# Феодосий (Ханна)
Архиепископ Феодосий (греч. Αρχιεπίσκοπος Θεοδόσιος, в миру Аталла Низар Ханна; род. 1965, Раме, Северный округ) — епископ Иерусалимской православной церкви арабского происхождения; архиепископ Севастийский (с 2005).

## Биография
Родился в 1965 году в городе Раме на западе Галилеи в арабской православной семье. После получения начального образования, обучался в семинарии Иерусалимской православной церкви в Иерусалиме.
С 1984 по 1990 годы обучался на Фессалоникийском университете, где получил степень магистра искусств и степень доктора философии.
Вернувшись в Израиль, в 1991 году по распоряжению Иерусалимского Патриарха получил назначение секретаря в Секретариате Патриархии должность учителя в школе в городе Рамле.
В 1991 году был пострижен в монашество с наречением имени Феодосий и вступил в состав Святогробского братства после чего был рукоположён во иеродиакона.
В 1992 году рукоположён в сан иеромонаха и вскоре возведён в достоинство архимандрита.
В том же году был назначен заместителем директора и преподавателем патриаршей школы святого Димитрия (для арабских православных детей), а также секретарём Арабского отдела Патриархии и преподавателем педагогики в Университете Хайфы.
С 1996 года — член Учебной комиссии по издательству религиозных книг для общественных школ Израиля и Палестинской автономии.
Служил также настоятелем Иаковлевского собора и членом Издательского отдела Патриархата; вёл православную программу на Палестинской радиослужбе.
Представляя Иерусалимский патриархат, принимал участие во многочисленных форумах, включая Конференцию мусульманских стран в Дохе (Катар) и Конференции по Палестинскому вопросу. Член ряда комиссий по христианско-мусульманскому диалогу, а также многочисленных местных ассоциаций и комиссий.

## Епископство
18 ноября (1) декабря 2005 года был избран архиепископом Севастийским. Архиерейская хиротония состоялась 11 (24) декабря того же года в храме Воскресения Господня в Иерусалиме.
В мае 2006 года сопровождал патриарха Феофила III в посещении Константинополя.
Получил широкую известность как поборник прав палестинского народа и сторонник диалога с мусульманами. До поставления в 2013 году архимандрита Филумена (Махамре) был единственным арабом в составе епископата Иерусалимской православной церкви, притом, что большую часть её паствы составляют арабы-христиане.
27 июня 2015 года задержан израильскими военными в связи с его участием в ненасильственной акции протеста против конфискации церкви Бейт Аль-Бакара и последующей продажи госпиталя Бейт аль-Барака, расположенного при церкви. Его продержали его в течение нескольких часов на военной базе Этцион, к северу от Хеврона, после чего отпустили.